# Greuceanu
Greuceanu este un basm popular cules de Petre Ispirescu. Acesta i-a fost povestit autorului de către Michalache Constantin, din mahalaua Delea-Veche, București, în 1876. El face parte din colecția Legende sau basmele românilor.
Personajul eponim este un erou din mitologia românească, care a mers în căutarea Soarelui și a Lunii furate de zmei. După o luptă crâncenă cu cei trei zmei și cu soțiile lor, zmeoaicele, se povestește că Greuceanu a eliberat Soarele și Luna, reîntorcând oamenilor lumina cea de toate zilele.

## Sinopsis
„Pe vremea aceea, se afla un viteaz pe nume Greuceanu. Auzind și el de făgăduința împărătească, ce se gândi, ce se răzgândi, că numai își luă inima în dinți, încumetându-se pe ajutorul lui Dumnezeu și pe voinicia sa, și plecă și el la împăratul să se închine cu slujba. ”
Au fost odată niște zmei care au furat soarele și luna care străluceau deasupra împărăției lui Roșu Împărat. El trimise veste pretutindeni că cine va aduce luna și soarele înapoi pe cer va primi jumătate din împărăție și pe fiica lui de soție. Încercară mulți, dar nimeni nu reuși.
Într-o zi veni să își încerce norocul și Greuceanu. Pornind, îl luă pe fratele său cu el și trecură pe la Faurul-pământului. Se sfătuiră ei ce se sfătuiră, iar Greuceanu și fratele lui plecară, în timp ce faurul îl creea pe voinic din fier. Atunci când cei doi ajunseră la o răscruce, fratele rămase acolo, continuând doar Greuceanu. Intră într-o pădure. Acolo veniră trei zmei pe rând, unul mai mare ca celălalt, pe care eroul îi omorî, iar de la al treilea îi tăie un deget care era cheia culei unde ținea ascunse soarele și luna pe care le eliberă.
Când se întâlni din nou cu fratele, își luară doi cai și porniră spre palatul impăratului. Pe drum făcură un mic popas într-o grădină foarte frumoasă, cu fluturi și flori și cu apă limpede unde vrură a bea, dar Greuceanu, simțind pericolul, cu paloșul lovi apa și o floare din care ieși un sânge negru a fetei celei mari a zmeului. Mai înainte de asta dădură de un pom cu pere de aur. Fratele vru să guste, dar voinicul lovi cu paloșul și îndată căzu un sânge negru a mamei zmeoaică. Începuse să îi fugărească până la Faurul-pământului. Zmeoaica vru să îi înghită în acel moment, dar în loc de Greuceanu înghiți statuia lui și muri.
Își continuară călătoria spre palat într-o trăsură construită de făurar. Mai departe merse doar băiatul pentru că fratele luase un cal să se ducă înaintea împăratului că să vestească venirea lui.
Pe drum întâlni un diavol care scoase cuiul din capul osiei făcându-l să meargă acolo, uitându-și paloșul. Diavolul luă paloșul și, dându-se de tri ori peste cap, se făcu stană de piatră. Băiatul își continuă drumul.
La castel, sfetnicul se prefăcu în fața împăratului că el a adus soarele și luna. El de fapt se aliase cu diavolul, căci fără paloș nimeni nu mai credea că Greuceanu este el. Venind și voinicul și aflând de toate acestea se duse înapoi pe drum, sparse stana pe piatră pentru aș lua paloșul. Dovedi că el este adevăratul erou, o luă pe prințesă de soție și jumătate de împărăție, cel puțin până la moartea împăratului.

## Analiză
Povestea lui Greuceanu poate fi clasificată în Indexul Aarne-Thompson-Uther ca tip de poveste 328A*, „Trei frați fură soarele, luna și steaua”.
Povești similare despre furtul de corpuri cerești și recuperarea lor de către un erou uman sunt atestate în regiunile apropiate. Potrivit cercetătorilor maghiari (și anume, János Berze Nagy și Ágnes Kovács), sunt atestate versiuni în România, Serbia, Cehia, Slovacia, Rusia, Lituania, Estonia, precum și unele variante asiatice/siberiene.
Ágnes Kovács a numit acest tip de povese Szépmezőszárnya, cu povești similare în limbile română, cehă, slovacă, rutene, rusă, vogală, vogă, țaristă, tătară, lituaniană, letonă, estonă, caucaziană și sud-siberiană. Este atestat că savantul german Kurt Ranke ar fi colectat una din Prusia de Est și alta din Schleswig-Holstein.
Cercetătoarea maghiaro-americană Linda Dégh a raportat, de asemenea, că „paralele” au fost găsite în România, iar povești cu „elemente” ale acesteia au fost localizate la „ruși, la turcii Ural-Altaici și la națiunile înrudite [cu maghiarii] din Asia de Nord”.